# Moyenmoutier
Moyenmoutier je francouzská obec v departementu Vosges v regionu Grand Est. V roce 2013 zde žilo 3 282 obyvatel.

## Poloha
Sousední obce jsou: Ban-de-Sapt, Celles-sur-Plaine, Denipaire, Étival-Clairefontaine, Hurbache, Ménil-de-Senones, Raon-l'Étape, Senones a La Voivre.

## Historie

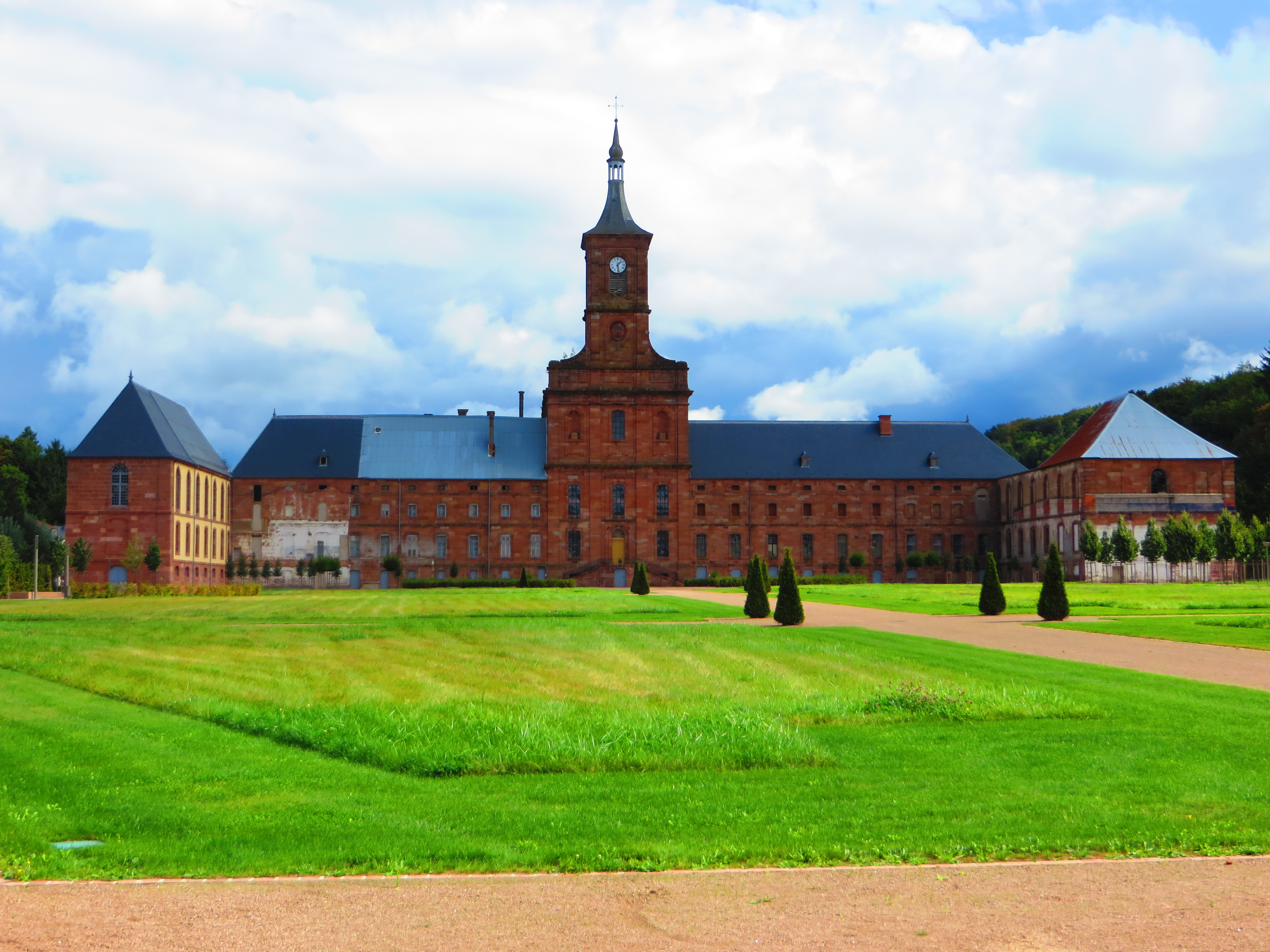
Opatství Moyenmoutier

Lokalita byla osídlena při starobylé solné stezce pod kaplí sv. Blažeje, v rámci křesťanské kolonizace východních území Merovejské říše. V okrese Vosges se to uskutečňovalo především sítí prvních klášterů. Vytvořily pomyslný kříž, dodnes nazývaný posvátný kříž Lotrinska nebo klášterní kříž Vosges. Uprostřed něho sv. Hydulf roku 671 založil opatství Moyenmoutiers, které stálo na půli cesty mezi Senones, Étivalem, Saint-Dié na jihu a Bonmoutier (ve Val-et-Châtillon) na severu. Při něm později vyrostla klášterní ves. Název obce je odvozen od kláštera ("mosier"). O křesťanskou kolonizaci sousedního území Alsaska se postaral Hydulfův bratr svatý Erhard z Řezna.
V roce 915 Maďaři opatství vyplenili, bylo přestavěno kolem roku 960. Zdejší mnich Humbert de Moyenmoutier neblaze proslul jako vyslanec papeže Lva IX. v Byzanci, jeden ze strůjců církevního rozkolu roku 1054. Ve 12. století postavil Aubert de Parroy na skále Haute-Pierre hrad, v následujícím století zničený.
Koncem šestnáctého století vlivem reformace klášter zpustl.
V roce 1604 papež Klement VII. schválil ustavení Kongregace Svatých Vanna a Hydulfa, jež zajistila katolickou protireformaci Lotrinska. 18. století bylo zlatým věkem opatství, kdy zde působil Dom Augustin Calmet, profesor filozofie a teologie, později opat sousedního kláštera Senones.
Francouzská revoluce klášter zrušila. Obyvatelstvo zde zůstalo díky textilnímu průmyslu, zavedenému od roku 1806. V letech 1914–1918 zde v bojích první světové války padlo několik desítek Francouzů.

## Vývoj počtu obyvatel
Počet obyvatel

## Památky
- Opatství benediktinů, založeno r. 671, přestavěno v 18. století, restaurováno kolem roku 2004.
- Bývalý klášterní kostel sv. Hydulfa
- Kaplička sv. Blažeje
- Pomník obětem první světové války